# 909 Ulla
A 909 Ulla (ideiglenes jelöléssel 1919 FA) egy kisbolygó a Naprendszerben. Karl Wilhelm Reinmuth fedezte fel 1919. február 7-én.